# هلن ویتا
هلن ویتا (آلمانی: Helen Vita؛ ‏ ۷ اوت ۱۹۲۸ – ۱۶ فوریهٔ ۲۰۰۱) بازیگر اهل سوئیس بود.
از فیلم‌هایی که وی در آن نقش داشته‌است، می‌توان به هوس‌ها، عطش شدید سه دختر سیری‌ناپذیر، دکتر برترام و کاباره اشاره کرد.